# Marie Petrůňová
Marie Petrůňová (rozená Michálková, 21. července 1922 Iza – 1945) byla radistkou a výsadkářkou 2. československá paradesantní brigády v SSSR a obětí druhé světové války.

## Život

### Před druhou světovou válkou
Marie Michálková se narodila 21. července 1922 v Ize nedaleko podkarpatského Chustu v rodině Ivana Michálka a Pelagei, rozené Šerbanové. V rodné obci vychodila obecnou školu, poté vystudovala gymnázium v Chustu.

### Druhá světová válka
V březnu 1939 uprchla Marie Michálková před maďarskou armádou do Sovětského svazu, kde byla mezi květnem 1940 a únorem 1943 vězněna v táborech NKVD. Po propuštění byla převezena ke vznikající československé zahraniční jednotce v Buzuluku, do které 24. července 1943 vstoupila. Následně absolvovala poddůstojnický a radiotelegrafický kurz. V lednu 1944 byla převelena k nově vznikající 2. československé paradesantní brigádě do Jefremova, kde začala působit jako radistka velitelské baterie dělostřeleckého oddílu. Absolvovala bojový a para výcvik. Během služby v československých jednotkách se vdala za Ladislava Petrůně, rovněž příslušníka 1. československého armádního sboru. V květnu 1944 se dobrovolně přihlásila k plnění zvláštních úkolů. V červenci téhož roku byla společně s dalšími převelena pod sovětské velení. Následně byla zařazena společně s Vincentem Tkáčikem do dvoučlenné jednotky vysazené v noci ze 16. na 17. března 1945 v prostoru Žiliny za účelem plnění výzvědných úkolů v německém týlu. Oba byli vybaveni falešnými doklady na manžele Antona a Márie Rudinských prchajících z Prešova před postupující frontou. Od okamžiku výsadku nejsou o Marii Petrůňové žádné zprávy, Vincent Tkáčik zahynul za nevyjasněných okolností 7. května 1945. V roce 1946 byla prohlášena za mrtvou.

## Vyznamenání
- Pamětní medaile československé armády v zahraničí
- 1945 Československý válečný kříž 1939